# Cosmosoma noctifera
Cosmosoma noctifera är en fjärilsart som beskrevs av Max Wilhelm Karl Draudt 1917. Cosmosoma noctifera ingår i släktet Cosmosoma och familjen björnspinnare. Inga underarter finns listade i Catalogue of Life.